# Museo del Calzado y de la Industria

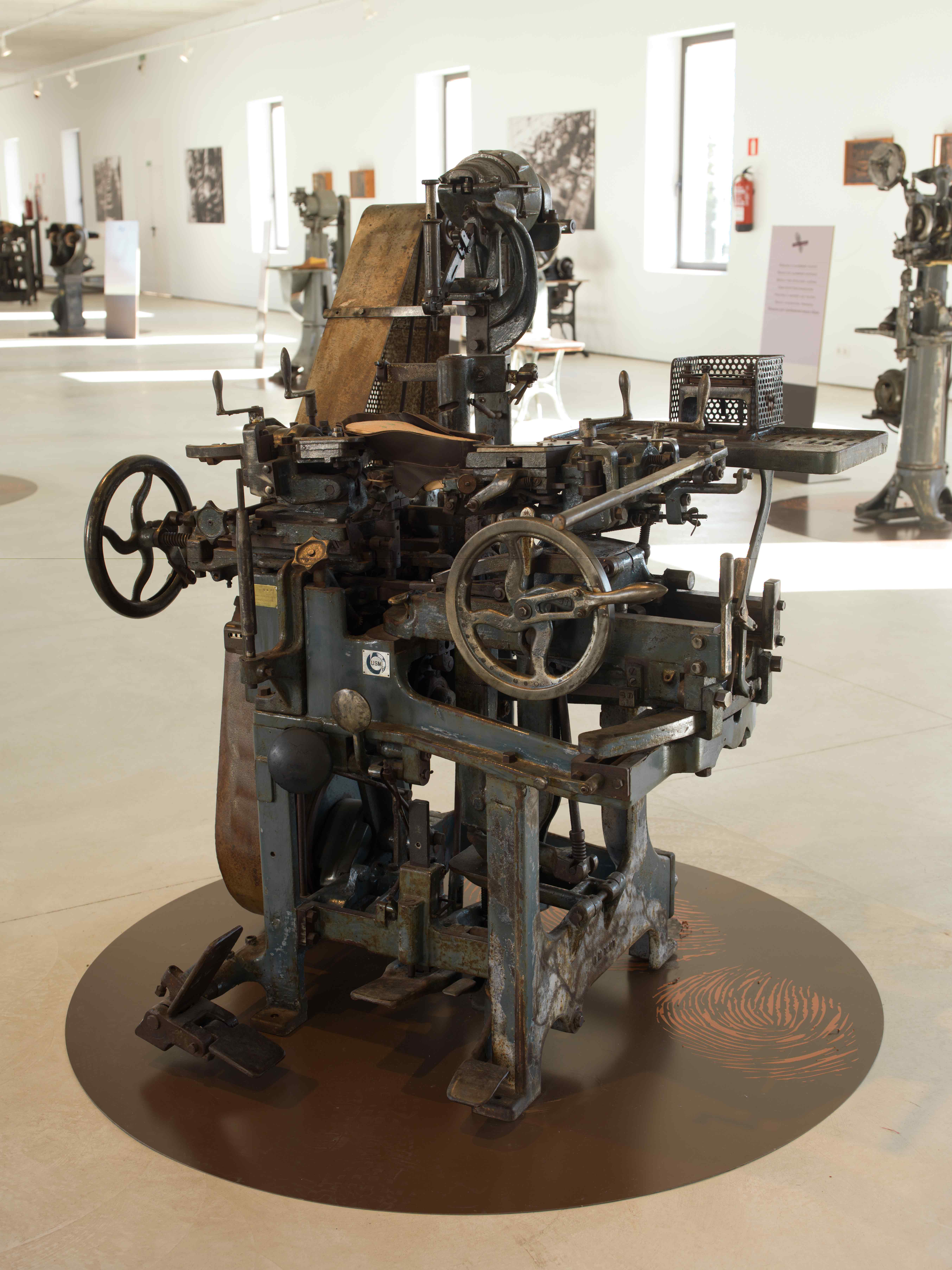
Maquinaria de montar punteras

El Museo del Calzado y de la Industria (en catalán Museu del Calçat i de la Indústria) es un museo municipal situado en la ciudad española de Inca (Baleares) que cuenta la historia del zapato y de sus industrias auxiliares en la isla de Mallorca, desde el siglo XIII hasta la actualidad.
El museo se encuentra ubicado en el pabellón de dependencias generales del que fue cuartel de Infantería del Ejército, conocido por el nombre del General Luque, edificado entre 1909 y 1922 según el proyecto del arquitecto mallorquín Francisco Roca Simó, con remodelaciones finales del arquitecto de la Diputación Guillermo Reynés Font.
Abarca un espacio de amplias dimensiones compuesto por dos plantas rectangulares: la inferior se encuentra la recepción, las oficinas, un taller de elaboración de calzado, un almacén y un espacio destinado a las exposiciones temporales; y la superior alberga en su totalidad la exposición permanente, compuesta por herramientas preindustriales, maquinaria industrial, fotografías, diseños, una colección de zapatos de antiguos y actuales fabricantes de calzado, revistas de moda, publicidad, obras de arte y curiosidades relacionadas con el mundo del zapato.

## Historia

### Contexto histórico
Se tiene constancia de actividad artesanal relacionada con la piel en Mallorca desde la época musulmana. Concretamente la ciudad de Inca empezó a destacar de manera temprana en este tipo de manufactura y en el siglo XIV ya contaba con un buen número de artesanos del calzado que intentaron segregarse un siglo después del gremio centralizado en Palma de Mallorca (la Ciudad de Mallorca) no logrando sus objetivos hasta el siglo XVII.
Ya en el siglo XVIII, con cofradía propia y una veintena de talleres, Inca consiguió despuntar como segundo centro productor de la isla. Un número que se acrecentó a lo largo del siglo XIX en los decenios de los años 60 y 80 gracias a una serie de factores que asentaron el proceso de industrialización, favorecido con la llegada del ferrocarril.
Las empresas familiares crearon una red de pequeñas y medianas industrias en los posteriores siglos XX y XXI. Está importancia justificó la existencia de un museo especializado.

### Creación del museo
La posibilidad de crear un museo sobre la fabricación del calzado es una idea que plantea por primera vez Guillermo Rosselló Bordoy en las III Jornadas de Estudios Locales de Inca (1996). Pero no será hasta el 2003 cuando el Ayuntamiento de Inca encargará el diseño de un proyecto museológico a un equipo de la Universidad de las Islas Baleares. El museo fue finalmente inaugurado el 2 de junio de 2010, y reinaugurado el 30 de noviembre de 2018 con un nuevo nombre (que sustituye al antiguo nombre Museo del Calzado y de la Piel) y un discurso museográfico más amplio, bajo la dirección de Aina Ferrero Horrach.
La comunidad ha desarrollado un papel clave en la construcción del actual Museo, participando activamente en como debía ser mostrado su patrimonio y en las actividades que se llevan a cabo periódicamente en él. Cada uno de los objetos de éste, dados de manera gratuita por personas y empresas de la isla, forma parte de la identidad de la comarca del Raiguer, que ha tenido el calzado como un eje central de su historia económica reciente.

## Exposiciones
En la planta principal del Museo se encuentra la pieza del mes (presentada mensualmente por antiguos trabajadores/as del calzado) y la exposición temporal (renovada cuatrimestralmente). Los últimos años han expuesto temporalmente en el Museo artistas como Rafa Forteza, Albert Pinya, Antoni Socías, Reskate Studio, Liudmila López o Juanjo Salas.
En la primera planta se encuentra la exposición permanente, que cuenta la historia del calzado y de sus industrias auxiliares en la isla de Mallorca desde el siglo XIII hasta la actualidad y pretende "emocionar, educar e informar al visitante. Está dividida en varias secciones: un breve recorrido histórico del calzado; la elaboración artesanal y semimanual; del proceso de mecanización hasta la actualidad (donde se ejemplifica con el proceso de fabricación del calzado Goodyear); las industrias auxiliares del calzado; las personas, el asociacionismo y el ocio donde se incluye un homenaje a los zapateros y zapateras de la zona; una muestra de zapatos cedidas por AFACA con un mapa de Mallorca donde se sitúan las tiendas de las fábricas que continúan activas; el diseño y la moda; la publicidad; la Wunderkammer o cámara de las maravillas (del calzado), donde se encuentran diferentes curiosidades y obras de arte vinculadas al calzado; y la Zapateca, el espacio educativo del Museo.

## Premios
El 8 de mayo de 2022 recibe el Premio del museo europeo del año en la categoría The Silleto prize for community participation and engagement 2022 que otorga Foro Europeo de los Museos.